# جسیکا لعل
جسیکا لعل (انگلیسی: Jessica Lal؛ ۵ ژانویهٔ ۱۹۶۵ – ۳۰ آوریل ۱۹۹۹) یک مانکن هندی بود که در ۳۰ آوریل ۱۹۹۹ به ضرب گلوله کشته شد.